# Hugo Lederer

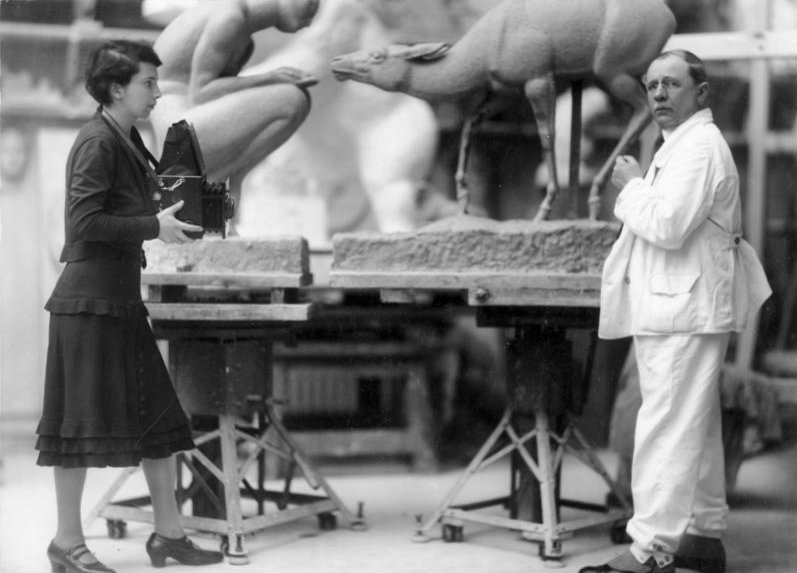
Hugo Lederer mit der Fotografin Yva in seinem Atelier vor der neuesten Plastik Anna Pawlowa, ein Reh fütternd, 1930

Hugo Lederer (* 16. November 1871 in Znaim, Österreich-Ungarn; † 1. August 1940 in Berlin) war ein deutscher Bildhauer und Medailleur. Er lebte und wirkte im Berlin der Regentschaft Kaiser Wilhelms II. und der ersten deutschen Demokratie. Sein bekanntestes Werk ist das monumentale Bismarck-Denkmal in Hamburg (1902–1906).

## Biografie

### Herkunft, Familie
Hugo Lederer war der Sohn des Zimmermalers Edmund Lederer und seiner Ehefrau Franziska geb. Balik. Er war verheiratet mit Anny, geb. Lauffs (1877–1952); das Paar hatte drei Kinder: Heinz (1905–1969), Hilde (1907–1984) und Helmut (* 1912).

### Ausbildung und erste Erfolge

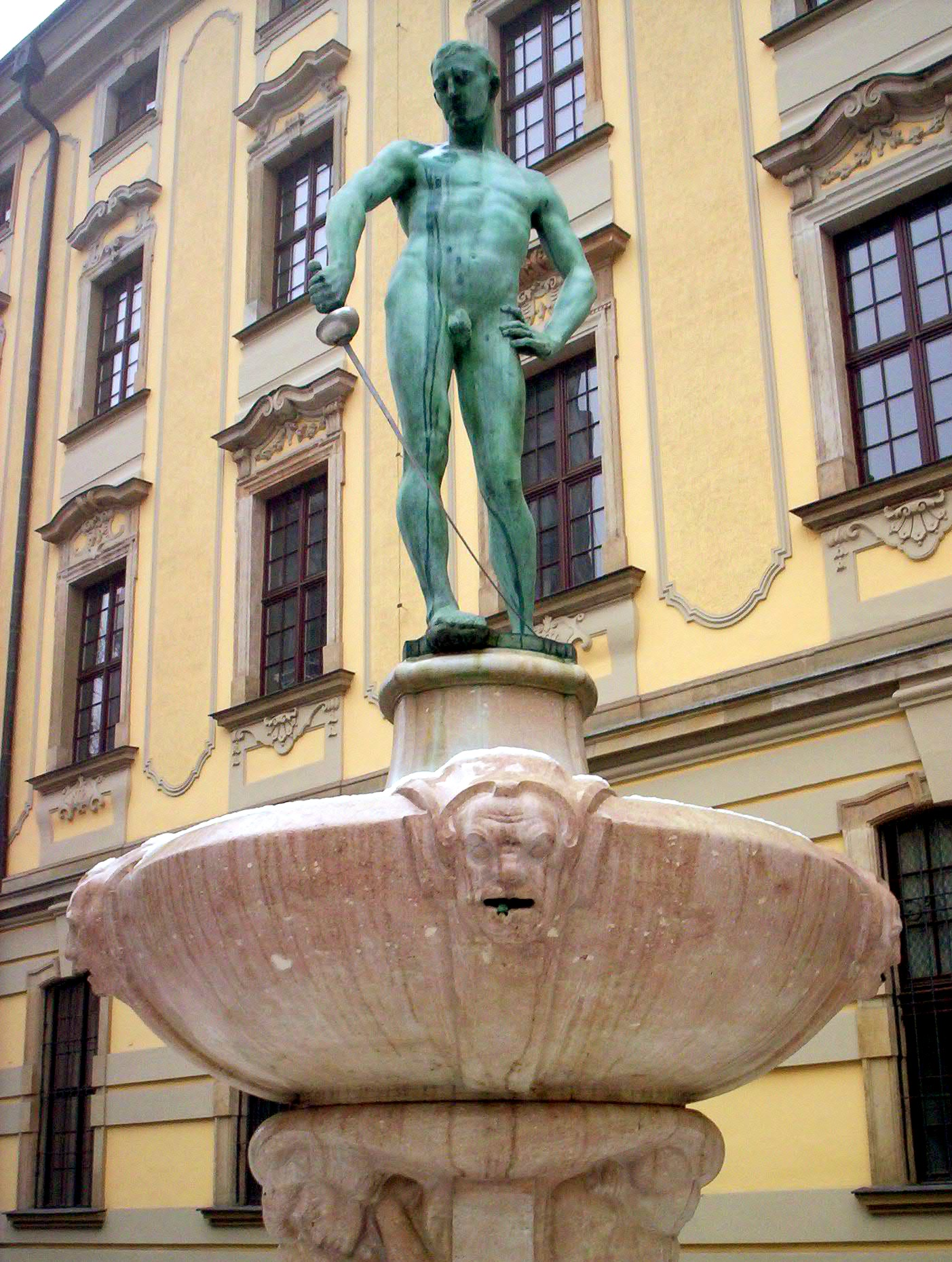
Fechterbrunnen in Breslau, 1901–1904

Hugo Lederer besuchte in den Jahren 1884–1888 die k.u.k.-Fachschule für Tonindustrie in Znaim. Gleich nach seinem Abschluss engagierte ihn Adalbert Deutschmann für sein Kunstgewerbeatelier in Erfurt. Eine akademische Ausbildung hat Lederer nicht erhalten.
1890 wechselte Lederer nach Dresden in die Werkstatt des Bildhauers Johannes Schilling. Im Jahre 1892 reichte er einen Entwurf für „die Ausführung der Nischenfiguren und Reliefs für die Ostfaçade des neuen academischen Kunstausstellungsgebäudes auf der Brühlschen Terrasse“ ein. Zwei Jahre später warb ihn der Bildhauer Christian Behrens nach Breslau ab. Aber noch im selben Jahr ging Lederer nach Berlin zu Robert Toberentz.
1895 machte er sich als freier Bildhauer selbstständig und ließ sich in Berlin nieder. Für den Entwurf eines Bismarck-Denkmals für die Stadt Düsseldorf gewann er 1896 den dritten Preis. 1897 war er auf der Berliner Kunstausstellung mit mehreren Werken vertreten:

„Eine trotzig ringende Künstlerindividualität ist der Berliner Hugo Lederer. Er ist zwar weder Professor, noch mit hohen Preisen geschmückt – aber, vielleicht deshalb, er hat Gedanken, die er in noch etwas tastender Technik modelt. Seiner Gruppe ‚Das Schicksal‘ gebührt der erste Preis: ein gigantisches Weib in starr fallender Gewandung hat mit der Rechten ein Mädchen gepackt, mit der Linken einen Jüngling, die sie am Boden fortzerrt. Die eisigen Züge des Schicksals, mit dem schmerzvoll-traurigen, halb mitleidig blickenden Auge, heben sich gewaltig ab von der Jungfrau, deren ganzes Wesen, zumal der Ausdruck des Gesichtes in schlaffer verzweifelter Hingebung versunken ist. […] Auch die beiden anderen Kunstwerke dieses Meisters zeigen von gewaltigem Wollen: die Holzfigur der Geigenspielerin und die heimkehrenden Soldaten, die auf müden Rossen einen Abhang herabreiten.“

Eine Zeitlang – bis 1924 – wohnte und arbeitete er im Atelierhaus Siegmundshof 11 in Berlin-Tiergarten, wo August Gaul und seit 1912 auch Käthe Kollwitz ihre Bildhauer-Ateliers hatten. Danach zog er in die Knesebeckstraße 45 und erhielt Atelierräume in der Hardenbergstraße 34 in der Hochschule für bildende Künste. Seinen ersten öffentlichen Auftrag, eine Genius-Gruppe für Krefeld, erhielt er 1898. Es folgte das Bismarck-Denkmal in Wuppertal-Barmen, das am 18. Januar 1900 enthüllt wurde. 1901 gewann sein Entwurf Der Jugend den Mut, dem Alter die Weisheit (Fechterbrunnen) im Wettbewerb für einen Schmuckbrunnen auf dem Universitätsplatz zu Breslau den 2. Preis (600 Mark; kaufkraftbereinigt in heutiger Währung: rund 5.000 Euro) – er wurde zur Ausführung bestimmt und 1904 eingeweiht. Seinen größten Erfolg errang er 1902 bei dem Wettbewerb für ein kolossales Bismarck-Denkmal in Hamburg, als einer seiner zwei eingereichten Entwürfe, der gemeinsam mit dem Architekten Johann Emil Schaudt konzipierte Roland-Bismarck, mit einem Preisgeld von 10.000 Mark (kaufkraftbereinigt in heutiger Währung: rund 82.000 Euro) prämiert und zur Ausführung bestimmt wurde – die Denkmalseinweihung fand 1906 statt. Im Jahr 1903 verlieh ihm eine Jury auf der Großen Berliner Kunstausstellung die Kleine Goldmedaille.
Zusammen mit Hermann Feuerhahn und anderen Bildhauern gründete er 1905 die Werkstätten für Friedhofskunst. Im Jahre 1907 wurde er beauftragt, für das neu errichtete „Landesmuseum für die Provinz Westfalen“ in Münster das knapp überlebensgroße Reiterstandbild „St. Georg nach dem Sieg über den Drachen“ zu schaffen, das seit 1908 die Ostfassade des Gebäudes ziert. Erst als er 1909 zum Professor ernannt wurde, wählte ihn die Genossenschaft der ordentlichen Mitglieder der Königlichen Kunstakademie zum „hiesigen ordentlichen Mitglied“ der Akademie der Künste; frühere Aufnahmegesuche waren abgelehnt worden.

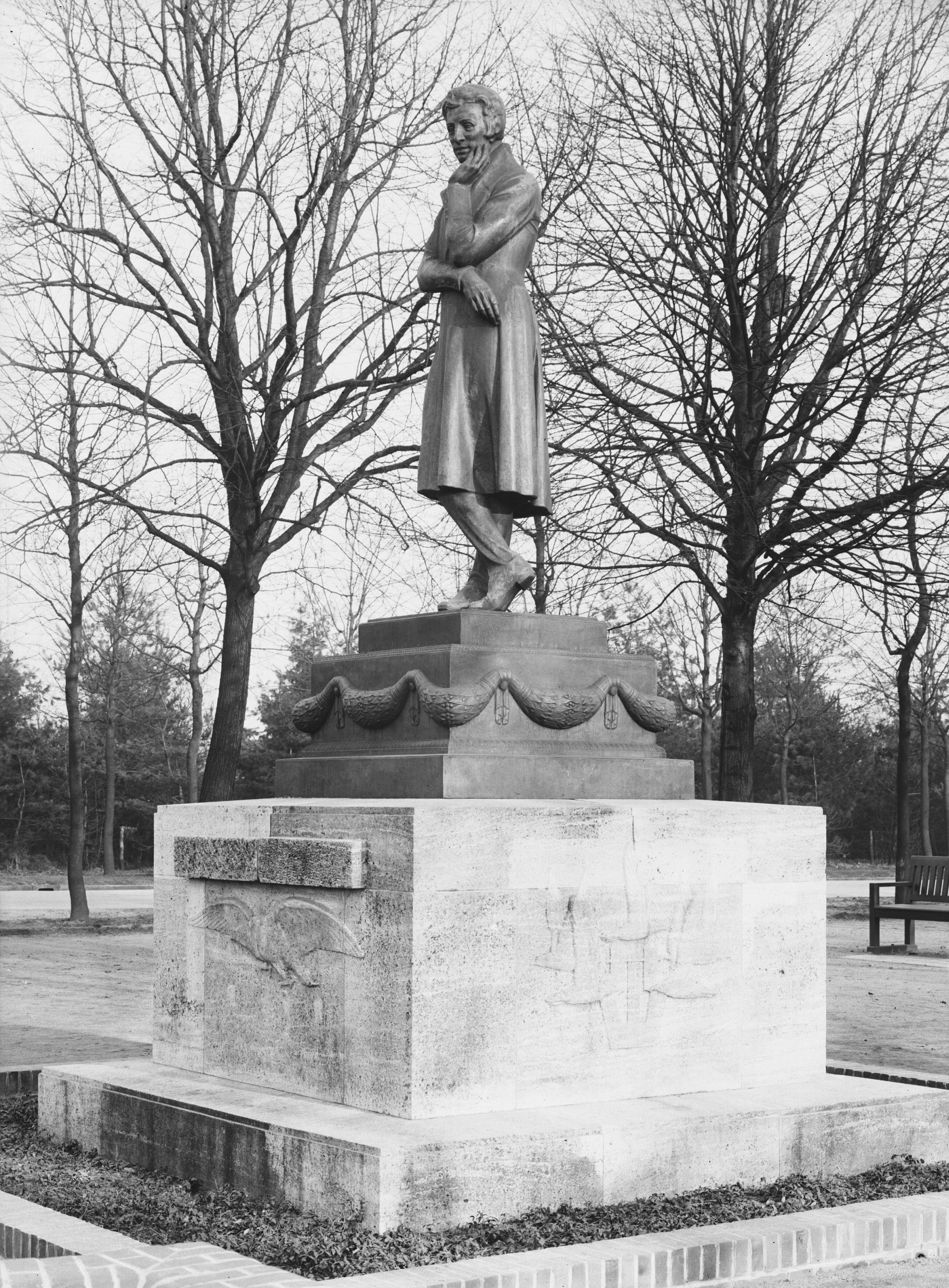
Heine-Denkmal 1926, unfertig (Aufschrift Heinrich-Heine fehlt)

1910 wurde er Vierter im Wettbewerb für einen monumentalen Brunnen für Buenos Aires. Seinen Entwurf, den er mit Bezug zur Rindfleischproduktion in Argentinien gestaltet hatte, verkaufte er 1927 als Stierbrunnen/Fruchtbarkeitsbrunnen an die Stadt Berlin (Aufstellung 1934 auf dem Arnswalder Platz). Vom Wohlwollen der Kunstkritik begleitet begann er 1911 am Heine-Denkmal für Hamburg zu arbeiten; am 8. Juli 1913 wurde die 2,25 m hohe Bronze-Statue gegossen (die Aufstellung im Hamburger Stadtpark erfolgte 1926). Gleichzeitig fertigte er das Reiterdenkmal für Kaiser Friedrich III. in Aachen an. Es wurde 1911 im Beisein von Kaiser Wilhelm II. enthüllt. Dieser sorgte dann dafür, dass Lederer die Leitung der Bildhauerklasse an der Hochschule für Bildende Künste übertragen wurde, als Nachfolger von Ernst Herter.

### Erster Weltkrieg und Weimarer Republik
Lederer gehörte ab 1915 dem politischen Club „Deutsche Gesellschaft 1914“ an. Von der 1916 gebildeten staatlichen Beratungsstelle für Kriegerehrungen wurde er als Sachverständiger in Anspruch genommen. 1915 bestellte Generalfeldmarschall Paul von Hindenburg ihn und andere Künstler in das Oberkommando des Heeres an der Ostfront (Ober Ost) nach Kowno, um sich von ihnen medienwirksam porträtieren zu lassen. Vermutlich blieben ihre Leistungen hinter Hindenburgs Erwartungen zurück, denn im November 1915 wurde noch Akademiepräsident Ludwig Manzel zugezogen, und erst seine Porträt-Büste und ‑Statuette fanden Hindenburgs uneingeschränkte Zustimmung.
1919 berief die Akademie der Künste in Berlin Lederer in ihren Senat und als Nachfolger von Louis Tuaillon zum Vorsteher eines der staatlichen Meisterateliers für Bildhauerei. Lederer erhielt das große Meisteratelier an der Ostseite der Hochschule für bildende Künste. Am 13. April 1921 wurde er verbeamtet. Der „Ausschmückungs-Kommission“ des Reichstags, bestehend aus dem Reichstagspräsidenten, dem Reichstagsdirektor und einer größeren Zahl von Abgeordneten gehörte er zusammen mit Ludwig Hoffmann und Arthur Kampf als nicht-stimmberechtigter Beirat an. Am 7. Juni 1923 wurde er gemeinsam mit Albert Einstein, Max Liebermann und Felix Klein in den Orden Pour le Mérite für Wissenschaft und Künste aufgenommen. 1925 ernannte ihn die Akademie der Bildenden Künste München zum Ehrenmitglied. Er war auch Mitglied der Deutschen Gesellschaft der Wissenschaften und Künste für die Tschechoslowakische Republik. Er schuf in der Zeit von 1922 bis 1932 mehrere Werke für dortige Auftraggeber, zum Beispiel für die Hüttenwerksgesellschaft in Brno (Brünn) oder die Schicht-Werke in Ústí nad Labem (Aussig). Er schuf ein Goethe-Denkmal für Teplice (Teplitz). Die feierliche Enthüllung fand in Lederers Anwesenheit am 9. Mai 1932 statt. Schon 1910 und 1914 waren seine Werke in Brünn beziehungsweise Znaim ausgestellt worden, 1928 erneut in Brünn und 1936 in der Prager Nationalgalerie.

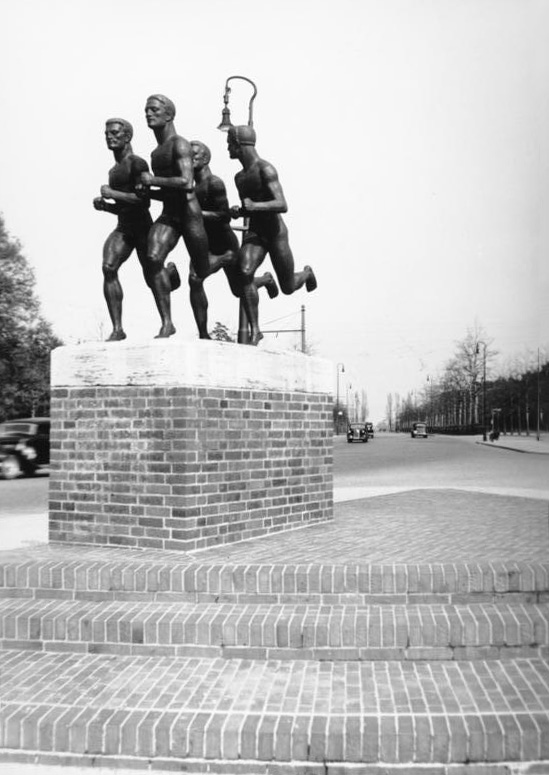
Läufergruppe auf dem Scholzplatz in Berlin-Pichelsberg, 1928

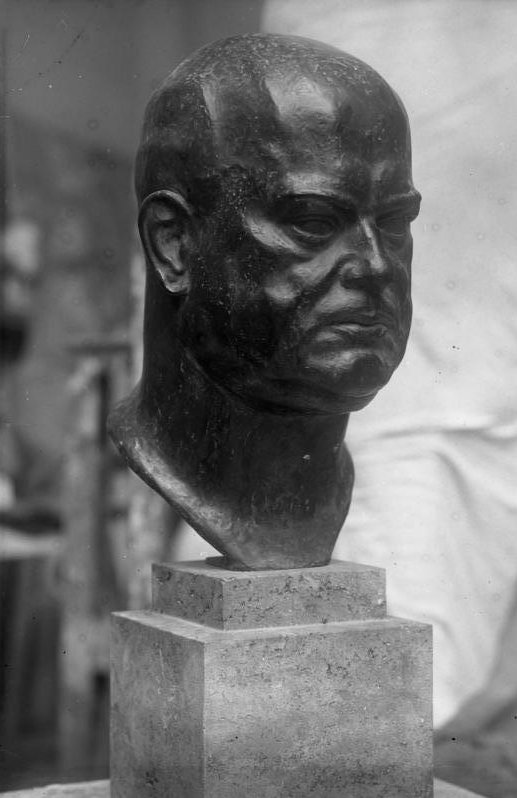
Büste von Gustav Stresemann

Als in Berlin 1926–1928 das Deutsche Sportforum erbaut wurde, sind mehrere von Lederers Plastiken mit Sport-Bezug (Ringer/Sieger von 1908, Bogenschütze von 1916/1921, Diana von 1916, Sieger von 1927, Läufergruppe von 1928) im Stadtgebiet von Berlin öffentlich aufgestellt worden, und der Amorbrunnen von 1928 auf dem Gelände des Sportforums selbst. Unter Berliner Lokalpolitikern hatte Lederer potente Gönner, darunter Oberbürgermeister Gustav Böß und Stadtbaurat Ludwig Hoffmann. So konnte er weitere post-wilhelminische Skulpturen und Anlagen zur Dekoration des öffentlichen Raumes an die Stadt veräußern: Den Bärenbrunnen am Werderschen Markt, die Säugende Bärin vor dem Rathaus Zehlendorf und den Fruchtbarkeitsbrunnen auf dem Arnswalder Platz – diese Werke existieren noch heute. Auch Großindustrielle aller Sparten bestellten Werke bei Lederer, wie zum Beispiel Friedrich Krupp (Denkmäler, Gebäudeausschmückungen, Porträtbüsten) und Friedrich Carl Duisberg (Porträt-Büste, Caritas-Brunnen). Lederer porträtierte Gustav Stresemann und wurde 1929 mit der Abformung der Totenmaske und der Gestaltung der Grabstätte des verstorbenen Friedensnobelpreisträgers beauftragt.
Für das 1924 von Reichskanzler Marx und Reichspräsident Ebert initiierte Projekt einer nationalen Gedenkstätte für die Gefallenen des Weltkriegs (Reichsehrenmal) schuf Lederer ungefragt ein Modell. Dieses wurde 1929 von Vertretern der Frontsoldaten-Verbände (Stahlhelm, Reichsbund jüdischer Frontsoldaten, Reichsbanner Schwarz-Rot-Gold) im Atelier inspiziert und gutgeheißen. Als 1931 trotzdem ein Wettbewerb ausgeschrieben wurde und sein Entwurf unterlag, reagierte er mit persönlichen Ausfällen, die am 13. Juli 1932 von der Presse publik gemacht und letztlich (unter anderem von Reichskunstwart Edwin Redslob) mit einer kolportierten psychischen Erkrankung Lederers in Verbindung gebracht wurden.
Lederer engagierte sich 1929–1931 im „Komitee zur Erhaltung des Lebenswerkes von Kurt Kroner“, gemeinsam mit Kroners Witwe Ella (1885–1942), Gerhart Hauptmann, Max Reinhardt, Leopold Jessner, Käthe Kollwitz, Georg Kolbe, Paul Löbe, Arthur Holitscher, Otto Warburg, Werner Sombart, Wilhelm Bölsche und zahlreichen weiteren Prominenten. Auf der repräsentativen Ausstellung „Deutsche zeitgenössische bildende Kunst und Architektur“, die 1931 in Belgrad und in Zagreb gezeigt wurde, war er mit seiner Stresemann-Büste vertreten (neben sämtlichen wichtigen Repräsentanten der modernen deutschen Kunst- und Architektur-Szene). Am 28. Juli 1932 polemisierte er im Berliner Lokal-Anzeiger gegen den Präsidenten der Akademie der Künste, Max Liebermann, wegen dessen ungewöhnlich langen Amtierens; Liebermann wehrte sich im Amtlichen Preußischen Pressedienst vom 29. Juli 1932. Lederer hatte damals Fürsprecher wie Max Osborn, Fritz Stahl und Max Dessoir. Andere Exponenten wie Reichskunstwart Edwin Redslob, die Kritiker Karl Scheffler und Alfred Lichtwark, das Zentralorgan der KPD Rote Fahne, die Künstlerkollegen Max Liebermann, Ernst Barlach, Georg Kolbe und Heinrich Zille mochten ihn nicht sonderlich.

### Zeit des Nationalsozialismus
Während Lederer noch in den Zwanzigerjahren mit dem Orden Pour le mérite (1923) und dem Maximiliansorden (1929) medienwirksam geehrt worden war, wurde er nach 1933 kaum mehr beachtet. In der Frühjahrsausstellung der Akademie 1934 waren noch fünf Werke von ihm ausgestellt worden, die Porträtbüsten Prof. Planck, Prof. Sering, die Modelle Stafetten-Läufer beim Stabwechsel,Fußball-Gruppe und 200-m-Schnelläufer beim Endspurt; 1936 wurden lediglich zwei frühe Werke, die Strauss-Büste und der Fechter von 1902, offiziell von der Akademie ausgestellt, danach keines mehr.
Lederer zählte weder zu den „entarteten“ Künstlern, noch zu den Vertretern der „wahren Deutschen Kunst“, die auf den „Großen Deutschen Kunstausstellungen“ in München 1937–1944 gezeigt wurden. Die NS-Kontroverse um die Definition der „deutschen Kunst“ 1933–1936 nahm von Lederer keine Notiz, sein Porträt-Stil wurde als „hohl“ und „aufgeblasen“ und für das NS-Regime veraltet erachtet. Während vor dem Ersten Weltkrieg und in der Weimarer Republik seine Werke auch und besonders vom jüdischen Großbürgertum geschätzt und gekauft wurden, unter anderem von Eugen Gutmann, Heinrich Braun und Rudolf Mosse, erzielte Lederer aus künstlerischer Tätigkeit in der NS-Zeit kein nennenswertes Einkommen mehr. Er blieb längere Zeit seine Pflichtbeiträge zur Reichskulturkammer schuldig und beantragte 1937 die Beitrags-Befreiung wegen Mittellosigkeit – dem Antrag wurde stattgegeben.
Im Gegensatz zu zahlreichen anderen Künstlern (Albiker, Wackerle, Mages, Meller, Raemisch, Kolbe, Breker, Strübe, Thorak und Wamper) wurde er für die bildnerische Ausgestaltung des Olympiageländes 1936 nicht benötigt. Auch anderweitige öffentliche Aufträge erhielt er nicht mehr (beispielsweise für die Ausstattung des Reichsparteitagsgeländes in Nürnberg, die Speer und Hitler 1934–1940 den Bildhauern Josef Thorak, Kurt Schmid-Ehmen, Constantin Starck und Ernst Andreas Rauch übertrugen). Die Familie Krupp beauftragte ihn 1936 mit einem Denkmal. Dieses Werk wurde sein letztes.
Ab Anfang 1933 blieb Lederer wiederholt krankheitsbedingt den Sitzungen des Senats der Akademie der Künste fern. Die Regierung Hitler erließ am 7. April 1933 ihr „Gesetz zur Wiederherstellung des Berufsbeamtentums“. Wer seinen Beamtenstatus nicht verlieren wollte, musste gemäß §§ 2 und 4 seine Loyalität zur „Regierung der nationalen Erhebung“ beziehungsweise zum „nationalen Staat“ dokumentieren und gemäß § 3 „arische Abstammung“ nachweisen. Der preußische Beamte Lederer, gebürtiger Österreicher mit deutscher Staatsangehörigkeit, trat zum 1. Mai 1933 der NSDAP bei (NSDAP Mitgliedsnummer 2.673.576). Er weigerte sich, wie 27 weitere Akademie-Angehörige, § 3 zu entsprechen, woraufhin der damalige Präsident der Akademie der Künste, Max von Schillings, den „Sachverständige(n) für Rasseforschung beim Reichsministerium des Inneren“ zu Ermittlungen einschaltete – bezüglich Lederer erfolglos, denn sein NS-gemäßer Abstammungsnachweis lag auch 1939 noch nicht vor. Sein Sohn Heinz Lederer dagegen hatte sich im August 1933 vom Sachverständigen für Rasseforschung als „arisch“ begutachten lassen.
Ende August 1933 wurde die Bronze-Statue seines Hamburger Heine-Denkmals vom NS-Senat entfernt (und ca. 1943 zur Metallgewinnung eingeschmolzen). Der 1,40 m hohe, mit Schmuck-Reliefs und der Aufschrift „HEINRICH-HEINE“ versehene Steinsockel wurde erst nach 1936 beseitigt. Reaktionen Lederers zur Vernichtung seines Kunstwerks sind nicht dokumentiert. Alfred Kerr, der Initiator des Denkmals und Redner auf der Enthüllungsfeier, kommentierte 1938: „Das Monument wurde […] von Hugo Lederer in Hamburg errichtet. Der Bürgermeister Petersen und ich enthüllten es anno 1926. Heut ist es Schrott. In der zerbrochenen Bronze findet sich wohl gelegentlich ein Nashornhuf“.
1934 wandte Lederer sich direkt an Reichspräsident Hindenburg mit einer Initiative für eine Krieger-Gedenkstätte. Der eineinhalb Seiten lange, eindeutig paranoide Text, verfasst „bei sonniger Morgendämmerung, 5 Uhr früh am 5. Juli 1934“, verweist auf die unheilbare Erkrankung (progressive Paralyse, d. h. Gehirnerweichung), an der Lederer seit etwa 1924 litt und schließlich 1940 versterben sollte. Für den mit Kastanien bepflanzten Platz hinter der Neuen Wache unter den Linden in Berlin bestimmte er: „Nun soll im Kastanienwäldchen zur Ordnung, im Sinne Schinkels, geschritten werden. Meine Einteilung, erzeugt durch Aufstellung von 8 Vasen und in der Mitte eine sechzehneckige Platte mit einer Säule, auf dieser Schwerter, Schild und Helm. Alles in Kupfer getrieben, der Helm vergoldet. Dicht neben der Säule zwei hochstrebende Wasserstrahlen, ein Hirsch und eine äsende Hirschkuh. Diese sollen die Brandenburgische Landschaft versinnbildlichen. Die Namen der großen Heerführer – vom großen Kurfürsten bis zu Hindenburg – sollen angebracht und vergoldet werden. Zu Sedan – Moltkes großem Tag – soll der Grundstein gelegt werden. Ein Gebet soll es sein!“ Sorgfältig mit Schreibmaschine geschrieben und mit Tinte signiert, gab er all dies der Akademie der Künste in Durchschrift zur Kenntnis; Akademie-Sekretär Alexander Heinrich Amersdorffer paraphierte das Schreiben – weitere Reaktionen sind nicht bekannt.
Entgegen der Darstellung von Sven-Wieland Staps gehörte Hugo Lederer nicht der „Säuberungs“- und Beschlagnahmekommission „entartete Kunst“ an, die laut Ministerialerlass vom 30. Juni 1937 „die im deutschen Reichs-, Länder- und Kommunalbesitz befindlichen Werke deutscher Verfallskunst seit 1910 […] zum Zwecke einer Ausstellung auszuwählen und sicherzustellen“ hatte.
Als Lederer am 1. April 1937 wegen Erreichen der Altersgrenze regulär pensioniert wurde, bat er, über seine Atelierräume in der Hochschule weiter verfügen zu dürfen, was ihm zunächst gestattet wurde. Am 15. Juli 1937 wurden er und einige andere ordentliche Akademiemitglieder in die vom NS-Regime neu definierte Kategorie der „inaktiven Mitgliedschaft“ herabgestuft, damit „für ein Nachwachsen jüngerer Kräfte laufend Raum geschaffen“ würde, das heißt für dem NS-Regime genehmere Personen wie u. a. Professor Arno Breker, Professor Josef Thorak, Gerhard Marcks, Wilhelm Furtwängler, Fritz Schumacher, Albert Speer (VC 2022 (a), zitiert nach Brenner). 1938 wurde Lederers akademische Stelle eines Professors und Vorstehers eines Meisterateliers für Bildhauerei mit Arnold Waldschmidt, einem überzeugten Hitlerfaschisten, NSDAP- und SS-Mitglied, wiederbesetzt.
Am 9. Juli 1938 behauptete Lederer in einem Brief an Amersdorffer, „daß der Führer und Reichskanzler mein Bronze Werk Anna Pawlowa ein Reh fütternd erworben hat. Aufstellungsort: Garten der Reichskanzlei Berlin Wilhelmstraße.“ Die Behauptung – unbestätigt und vermutlich unwahr – wurde von Amersdorffer in seiner unveröffentlichten Trauerrede am 5. August 1940 als Herzensangelegenheit des paranoiden Verstorbenen hingestellt. Weder die NS-Berichterstattung über die Trauerfeier noch die Nachrufe in NS-Kunstzeitschriften gingen auf diesen Teil der Ansprache Amersdorffers ein.

#### Sicher belegte Teilnahme an Ausstellungen in der Zeit des Nationalsozialismus
- 1934: Berlin, Preußische Akademie der Künste („Frühjahrsausstellung der Preußischen Akademie der Künste“)
- 1934: Berlin, Ausstellungsgebäude Tiergartenstraße („Die Auslese I“; Veranstalter: NS-Kulturgemeinde)
- 1935: Berlin, Preußische Akademie der Künste („Herbstausstellung der Preußischen Akademie der Künste“)
- 1936 Berlin, Preußische Akademie der Künste („Zweite Jubiläums-Ausstellung aus Anlaß des 150-jährigen Bestehens der Akademie der Künste“)
- 1940 Berlin, Preußische Akademie der Künste („Herbstausstellung der Preußischen Akademie der Künste“) postum
- 1934: Darmstadt, Städtisches Ausstellungsgebäude Mathildenhöhe („Deutsche Frühjahrsausstellung des Kampfbunds für deutsche Kultur, Ortsgruppe Dortmund“)
- 1935: Darmstadt, Städtisches Ausstellungsgebäude Mathildenhöhe („Kunstschau Deutsche Meister“)

### Tod

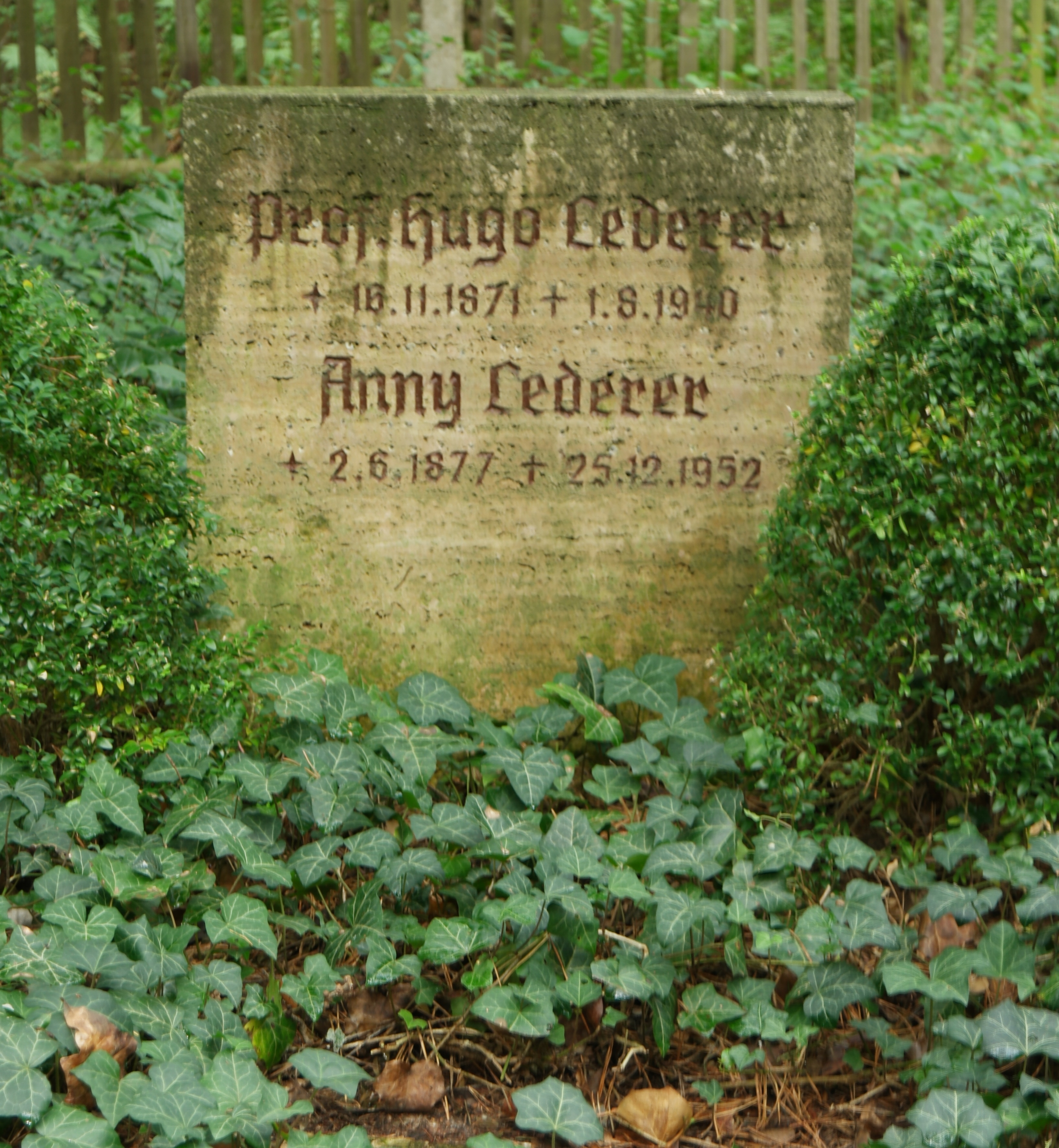
Grab von Hugo und Anny Lederer auf dem Wilmersdorfer Waldfriedhof

Seine Krankheit überschattete die letzten Lebensjahre und hinderte ihn an künstlerischer Tätigkeit. Die Korrespondenz mit dem Reichsministerium für Wissenschaft, der Reichskanzlei und der Akademie der Künste u. a. wegen der von ihm andauernd belegten Atelierräume führte 1939 gelegentlich Gattin Anny beziehungsweise Sohn Heinz. Im Alter von 68 Jahren verstarb Lederer am 1. August 1940 an progressiver Paralyse im St. Franziskus-Krankenhaus in Berlin. Am 5. August fand in der Krankenhauskapelle eine schlichte Trauerfeier statt, es sprachen Pfarrer Schubert und Professor Amersdorffer. Propagandaminister Goebbels hatte einen Kranz gesandt. Seine letzte Ruhestätte fand Hugo Lederer auf dem Wilmersdorfer Waldfriedhof Stahnsdorf, desgleichen 1952 seine Witwe Anny.

## Überlieferung
Seinen künstlerischen Nachlass, den er dem Museum seiner Heimatstadt vermacht hatte, brachte Sohn Heinz 1941 nach Znaim. Sein gesamter persönlicher Nachlass im Besitz seiner Witwe verbrannte in Berlin kriegsbedingt am 1. März 1943.
Einige seiner etwa 300 bekannten Werke befinden sich in den Magazinen von Museen, z. B. in Berlin in der Nationalgalerie, im Berlinische Galerie – Museum für Moderne Kunst, im Georg-Kolbe-Museum, aber auch im Kunstforum Ostdeutsche Galerie in Regensburg, in den Staatlichen Kunstsammlungen Dresden und im Südmährischen Museum in Znojmo (Tschechische Republik). Im öffentlichen Raum kann man Lederers Skulpturen und Anlagen unter anderem in Aachen, Hamburg, Krefeld, Wrocław, Poznań, Frankfurt am Main, Berlin, Oldenburg, Eisenach, Münster und auf Friedhöfen in Berlin, Kleve, Hamburg, Bielefeld, Köln und Mainz finden. Manche Werke sind im Bestand von Foto-Datenbanken nachzuweisen, zum Beispiel bei Bildagentur bpk, Bildindex der Kunst und Architektur Marburg, Getty-images, ullsteinbild, akg-images.
Persönlich ist Hugo Lederer – zusammen mit Rudolf Belling, Milly Steger, Ernesto de Fiori, Georg Kolbe, Renee Sintenis und Otto Hitzberger –  überliefert in dem Film von Hans Cürlis Schaffende Hände/2, Die Bildhauer (Berlin 1927), und – zusammen mit Milly Steger, Georg Kolbe und Renee Sintenis – in dem Ufa-Kulturfilm Vier Bildhauer beginnen und vollenden ihr Werk (Berlin 1933).
Lederer selbst katalogisierte seine Werke nicht. Erste Anstrengungen für ein vollständiges Werkverzeichnis unternahm Hans Krey Anfang der 1930er Jahre. Im Nachlass der Tochter Hilde Lederer im Georg-Kolbe-Museum findet sich eine weitere Auflistung von Lederer-Werken. Der jüngste Bruder des Künstlers, der Kaufmann Karl Lederer (1882–1971), setzte nach 1945 diese Bemühungen fort. Seine Sammlung von Dokumenten zu Leben und Werk von Hugo Lederer übergab er am 23. Mai 1965 an den ehemaligen NSDAP-Aktivisten Felix Bornemann (1894–1990) vom Südmährischen Landschaftsrat in Geislingen. Dieser fühlte sich bemüßigt, den Künstler als Günstling Hitlers und eingefleischten Volksdeutschen hinzustellen. In Znojmo sichtete Libor Šturc die dortigen Überreste von Lederers künstlerischem Nachlass 1996. An einem umfassenden Register arbeitete seit ca. 2000 der Großneffe des Künstlers, Gerold Preiß (* 13. November 1933,† 11. Oktober 2024).
Lederer-Archivalien befinden sich unter anderem im Staatsarchiv Hamburg, Bundesarchiv Berlin, Historischen Archiv der Preußischen Akademie der Künste Berlin, Georg-Kolbe-Museum Berlin, Archiv der Berlinischen Galerie Berlin, Archiv der Nationalgalerie Berlin, Archiv der Hochschule für Bildende Künste Dresden, Archiv des Südmährischen Museums Znojmo, Archiv des Südmährischen Landschaftsrats Geislingen/Steige.

## Kunsthistorische Einordnung

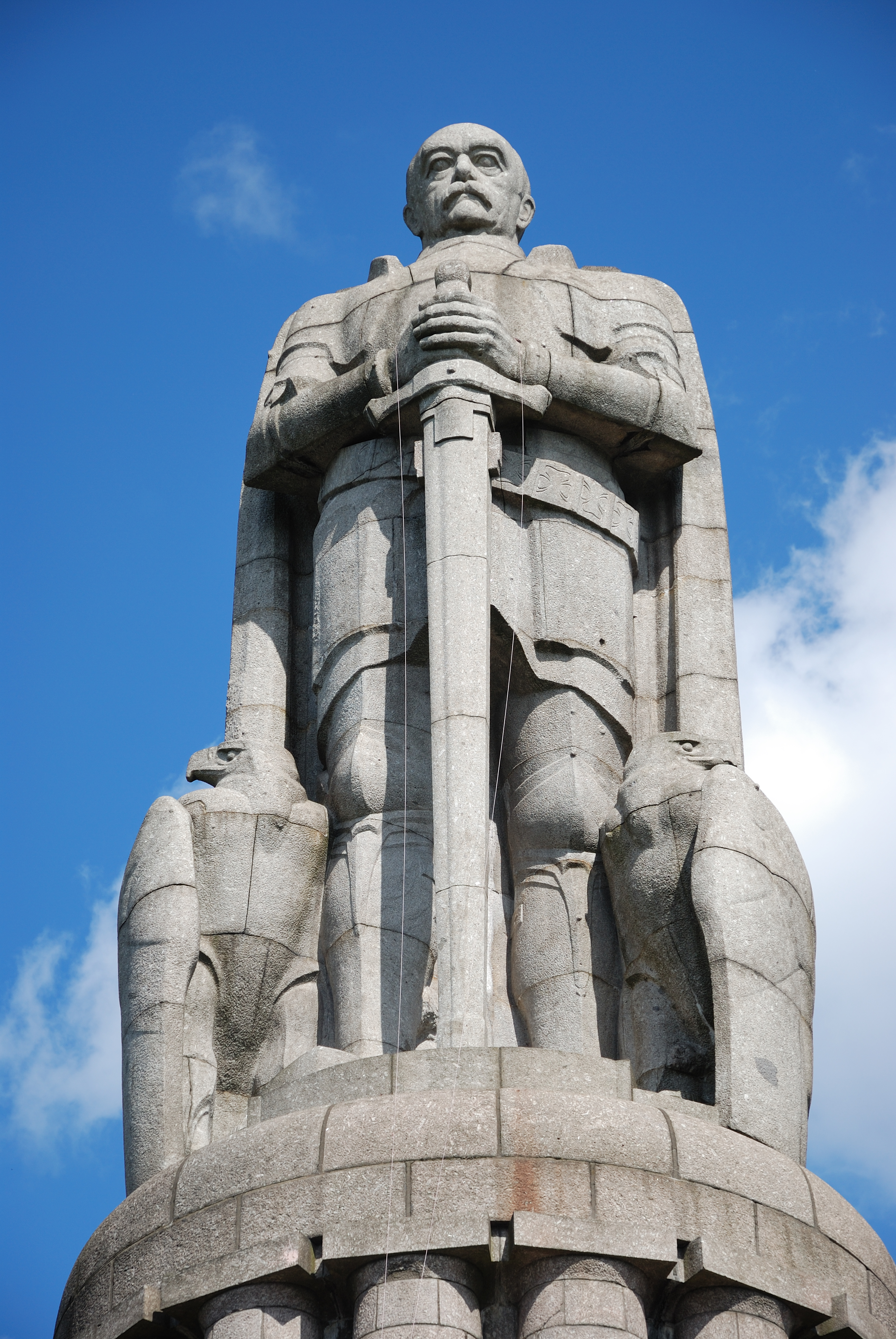
Bismarck-Denkmal, Hamburg, 1902–1906

Lederer stand stets an der Seite der großbürgerlichen Moderne und gegen die antibürgerliche linke oder völkische Kunstszene. Anfangs folgte er noch Reinhold Begas und dessen neubarockem Stil, der von Kaiser Wilhelm II. bevorzugten und von vielen Intellektuellen damals verachteten Kunstrichtung der Gründerzeit. Mit seinem totemistischen Roland-Bismarck wandte sich Lederer erstmals dem u. a. von Aby Warburg (1866–1929) begrüßten neoklassizistischen Stil Adolf von Hildebrands zu (Warburg: „los vom theatralischen Barockstyl und der Momentphotographie“). Warburg konstatierte, dass dem „[…] großen Publikum […] der Zugang zu dem Mann im Kunstwerk nicht durch kollegiale Gleichsetzung, oder liebenswürdiges Entgegenkommen, sondern nur durch Distanz haltende, objektive Vertiefung gewährt wird […]“, das Denkmal also „eine gemütliche Annäherung zwischen Objekt und Beschauer“ nicht zuließ – was auch für Lederers deutlich kleinere spätere Standbilder zutraf u. a. das Heine-Denkmal. Lederers Fähigkeit zum „zusammenfassenden, großen Formenausdruck“ wurde auch vom Kritiker Max Osborn betont, der im Übrigen den Kunstgeschmack der Hohenzollern betreffend prognostizierte: „Der Roland-Bismarck am Elbhafen wird vielleicht als einziges Werk der denkmalfrohen letzten Kaiserzeit vor der Zukunft bestehen.“ Nach dem Tod von Louis Tuaillon am 21. Februar 1919 übernahm Hugo Lederer dessen Meisteratelier in der Hochschule. Er wurde dem Publikum als ebenbürtiger Nachfolger vorgestellt: „Tuaillon und Lederer, das waren schließlich die beiden Bildhauer, die das geschmackvollere Deutschland zu repräsentieren hatten für den großen Denkmalsbedarf der Vorkriegszeit. Der Bremer ‚Kaiser Friedrich’ (Tuaillon) und der Hamburger ‚Bismarck’ (Lederer) waren Denkmäler, mit denen man auftreten konnte gegen alles, was zwischen Siegesallee und Leipziger Völkerschlachtskoloß entstanden war. Beide: Tuaillon und Lederer waren frei des Schwulstes, der falschen und verstiegenen Pathetik, waren in ihrer Formgebung diszipliniert und zugleich verfügten sie doch über jene Dosis Akademikertum, ohne die offizielle Denkmalsaufträge in Deutschland– und […] in der ganzen Welt nicht möglich wären.“ Bezeichnenderweise machten sowohl Kaiser Wilhelm II. 1906 als auch Adolf Hitler 1939 bei ihren Visiten in Hamburg einen Bogen um den Roland-Bismarck (zu dem sie aufzublicken gehabt hätten).
Lederer stand im schroffen Gegensatz zum Impressionismus, denn er begeisterte sich für die Schönheit antiker Plastiken: „Ich habe ein sehr starkes Verhältnis zur Antike. Je älter ich werde, desto stärker wird dieses Verhältnis. Ich gehe fast jeden Sonntag und auch häufig in der Woche in das archäologische Museum in der Universität, um mir diese wunderbaren Gipse anzusehen; das ist für mich wie ein Gottesdienst.“ 1925 kritisierte er in exaltierter Weise eine von Georg Kolbe impressionistisch modellierte Büste des verstorbenen Reichspräsidenten Friedrich Ebert als „geradezu beleidigend […] für den Zweck, dem sie geweiht sein soll, für das ganze Volk“ und wurde dafür von der impressionismusfreundlichen Kunstkritik niedergemacht („pathologische Erregung“). Tatsächlich befand sich Lederer damals in psychiatrischer Behandlung. Für die Gestaltung seiner Figuren bediente er sich aus dem „Formenschatz der Antike“, beispielsweise 1920 im Wettbewerb um das Denkmal für die Gefallenen der Universität zu Berlin unter dem Motto von Reinhold Seeberg „invictis victi victuri“ (d. h. den Unbesiegten die besiegten Sieger der Zukunft). Lederer gewann die Konkurrenz mit der Figur eines unterlegenen schicksalsergebenen, körperlich unversehrten, antikisch-nackten Kriegers, korrespondierend dem Bildmotiv Tod des Orpheus beziehungsweise Kniender Perser, vgl. Hatte er das demütig gesenkte Haupt im Gipsentwurf noch mit einem Weltkriegs-Stahlhelm bedeckt, so bevorzugte er für die definitive Granitfigur von 1926 einen archaisch stilisierten Haarkranz. Unter anderem durch seine formale Rückbindung an die Antike unterschied sich Lederer von NS-Kunst, die – laut Breker 1936 – die triviale Nachahmung der Natur pflegte, und zwar im Gigantischen wie im Nippes.
Mit den konkurrierenden Stilrichtungen Kubismus, Konstruktivismus, Expressionismus, Dadaismus, Neue Sachlichkeit, Futurismus setzte Lederer sich nicht auseinander, auch nicht mit der NS-Kunst. Da er für die Entwicklungsgeschichte der modernen Kunst keine Bedeutung hatte, wird er in Überblicksdarstellungen der aktuellen Kunstgeschichtsschreibung nicht erwähnt.
Wenngleich er selbst keine eigene Bildhauertradition begründete, so brachte er doch viele künstlerisch produktive Schüler hervor u. a. Karl Müller, Kurt Lauber, Paul Gruson, Fritz Melis, Wilhelm Heiner, Josef Thorak, Gustav Seitz, Emy Roeder, Hans Mettel, Ulrich Kottenrodt, Kurt Harald Isenstein, Otto Weissmüller, Frieda Riess, Theo Akkermann, August Tölken und in gewisser Hinsicht auch Waldemar Grzimek und Katharina Heise.

## Auszeichnungen und Ehrungen
Seine Geburtsstadt würdigte ihn bereits im Jahre 1902 mit der Ehrenmitgliedschaft des Znaimer Gewerbevereines: „Hugo Lederer ist ein echtes Znaimer Kind und wir nennen ihn mit Stolz den unseren, dies umsomehr als seine Familie zu den hiesigen Gewerbetreibenden zählt.“
Hugo Lederer erhielt zahlreiche Orden und Auszeichnungen u. a. den Orden Pour le mérite für Wissenschaft und Kunst (Preußen, 1923), den Maximilians-Orden für Kunst und Wissenschaft (Bayern, 1929), den Nordstern-Orden (Schweden, 1914), den Titel eines Dr. h. c. von der Universität Breslau (1908). Zur Erinnerung an den bedeutenden Künstler ließ die Direktion des Südmährischen Museums in Znojmo (ehemals Znaim) 2011 eine Bronzetafel an seinem Elternhaus anbringen.

## Postume Würdigung
In der Herbstausstellung 1940 der Preußischen Akademie der Künste wurden postum seine Werke Fechter, Ringer, Peyrouse, Kauernde und Strauss-Büste gezeigt. Die NS-Presse verbreitete Nachrufe, die unter anderem seinen enormen Erfolg beim Publikum der Weimarer Republik (im NS-Jargon „Systemzeit“ genannt) ausblendeten und nur auf das wilhelminische „zweite Reich“ der Gründerzeit abhoben. Demnach war Lederer dem „neuen“, dem NS-Zeitgeist, offenbar nicht gerecht geworden.
Um 1965 trat der ehemalige NSDAP-Funktionär Felix Bornemann (1894–1990) erstmals als Lederer-Kenner hervor. In seinem neuen Betätigungsfeld in der Landsmannschaft der Sudetendeutschen veranstaltete er Ausstellungen zu Lederers 25. Todestag und 100. Geburtstag 1965 und 1971 im Südmährischen Heimatmuseum in Geislingen/Steige. Bornemann, der den Künstler noch persönlich gekannt haben wollte, verbreitete sich zu Lederers Biografie in der Zeitung „Geislinger Fünftälerbote“ 1965 und in einer Broschüre 1971, ohne nennenswerte Resonanz bei Kunsthistorikern. Die Lederer-Rezeption nach 1980 wurde wesentlich durch die 1988 abgeschlossene kunstgeschichtliche Dissertation von Ilonka Jochum-Bohrmann bestimmt, in welcher sie u. a. Aussagen von Bornemann ungeprüft übernommen hatte, die Lederer in Verbindung mit dem Nationalsozialismus (NS) brachten. Sie und ihr Betreuer Professor Dr. Dietrich Schubert rückten Lederer nicht nur persönlich, sondern auch stilistisch und ideologisch in die Nähe des NS. Seine Werke seien Vorbilder für die NS-Kunst, hätten den NS mit vorbereitet, seien mit verantwortlich für den NS. Schubert urteilte: „In den Figuren und Krieger-Denkmälern, die L. seitdem [1919] schuf, verstärkten sich nationalistische Haltung und heroisierende Tendenzen seiner Kunst. In diesen Werken erkannten die nationalsozialistischen Kulturtheoretiker ‚Vorläufer ihres eigenen Wollens’ (R. Scholz 1940)“. Und: „Er repräsentiert in der Plastik der 20er Jahre […] jenen teutomanen, monumentalisierenden Stil, der deutschnationale Affekte umsetzte und die faschistische Plastik somit formal und ideologisch vorbereitete. Lederers Spätwerk gehört der Nazi-Kunst an: 1940 feiert die ‚Kunst im Deutschen Reich’ den in Berlin Gestorbenen als ‚Vorläufer eigenen Wollens’.“
In einem Buchbeitrag 1990 urteilte Jochum-Bohrmann dann allerdings etwas differenzierter.
In einem Nachruf hatte der NS-Kunstfunktionär Robert Scholz in der NS-Monatsschrift Die Kunst im Deutschen Reich 1940 seiner kunstbeflissenen, mit Lederer vertrauten Leserschaft suggeriert, dass die NS-Bildhauerkunst sich künftig an Lederer orientieren werde. Er unterlag offenbar einer Fehleinschätzung (die von Schubert und Jochum-Bohrmann übernommen wurde), denn weder Breker, noch Kolbe, Thorak, Klimsch, Wandschneider, Wynand und andere NS-Bildhauer haben sich jemals auf ihr vermeintliches Vorbild Hugo Lederer bezogen.

## Werke (Auswahl)
- 1893: Die Heimkehr 1812, 1925 als Kriegerdenkmal in Kleve aufgestellt
- 1897: Genius-Figurengruppe in Krefeld, am Erweiterungsbau des Kaiser-Wilhelm-Museums
- 1900: Bismarck-Denkmal in Barmen
- 1901: Reliefs Knaben und Mädchen in Berlin-Moabit, Gemeindedoppelschule Wiclefstraße
- 1901: Skulpturengruppe Der Abschied auf der Familiengrabstätte Cohen, Friedhof Ohlsdorf
- 1901–1904: Fechterbrunnen in Breslau, Universitätsplatz
- 1903: Grabmal Hallier, Friedhof Ohlsdorf
- 1905: Das Schicksal (inzwischen auf dem Friedhof Ohlsdorf in Hamburg)
- 1902–1906: Bismarck-Denkmal in Hamburg, Elbhöhe (mit Architekt Johann Emil Schaudt)
- 1905: St. Georg in Münster, am Außenbau des Westfälischen Provinzialmuseums
- 1908: Ringer in Berlin-Westend an der Heerstraße[91] wurde 1912 auch als Sieger betitelt (Hellwag 1912)
- 1908: Bismarck-Büste in der Bismarck-Warte in Brandenburg an der Havel auf dem Marienberg (verschollen)
- 1909: Kronthal-Brunnen in Posen/Poznań[92]
- 1910: Wettbewerbsentwurf für ein Bismarck-Nationaldenkmal auf der Elisenhöhe bei Bingerbrück (mit Architekt Wilhelm Kreis) (nicht prämiert)[93]
- 1911: Fischpüddelchen-Brunnen in Aachen
- 1911: Kaiser-Friedrich Denkmal in Aachen, Kaiserplatz. Einer der steinernen Löwen befindet sich seit 1960 am Eingang des Ferberparks in Burtscheid.[94][95]
- 1911–1926: Denkmal für Heinrich Heine in Hamburg, im Stadtpark 1926 aufgestellt[96] (1933 demontiert, 1943 eingeschmolzen; seit 1982 ist eine Neuschöpfung von Waldemar Otto auf dem Rathausmarkt aufgestellt. Sie zitiert ihr Vorbild.)
- 1911–1927: Diana und Bogenschütze für den Berliner Lietzensee-Park (1943 eingeschmolzen). Diana wurde 1926 zunächst für vier Wochen auf dem Pariser Platz, und anschließend im Lietzensee-Park aufgestellt.[97]
- 1912–1913: Kriegerdenkmal in Emmerich im Rheinpark (zusammen mit Theodor Haake und Wilhelm Kreis)
- 1913: Gedenkrelief für Reichsfreiherr Carl von und zum Stein am Rathaus Schöneberg, Freiherr-vom-Stein-Straße
- 1914: Grabmal (Sandstein-Stele) für Julius Rodenberg in Berlin, auf dem Zentralfriedhof Friedrichsfelde (Grabstelle ist 1973 erloschen)
- 1914: Standbilder Fichtes und Savignys für die Aula der Friedrich-Wilhelms-Universität im Gebäude der Alten Bibliothek in Berlin, um 1960 magaziniert
- 1916 Merkur-Brunnen in Frankfurt/Main[98]
- 1920–1926 Gefallenendenkmal der Berliner Universität,[99] im Zweiten Weltkrieg zerstört
- 1921–1924 Fassadenschmuck am neuerbauten Gebäude der Reichsschuldenverwaltung, Berlin Oranienstraße/Alte Jakobstraße[100]
- 1921: Löwendenkmal als Regiments-Kriegerdenkmal des Oldenburgischen Infanterie-Regiments Nr. 91 in Oldenburg, auf dem Schlossplatz (1960 auf den Theodor-Tantzen-Platz versetzt)
- um 1925: Kriegerdenkmal in Altdamm, auf dem Marktplatz
- 1926 Ärztedenkmal in Eisenach für die im Ersten Weltkrieg gefallenen deutschen Ärzte (ähnelt Hindenburg-Denkmal in Wuppertal-Barmen von Paul Wynand 1917)
- ca. 1926–1928: Trauernder, in der Gedächtnishalle auf dem Hauptfriedhof Mainz[101]
- 1927: Sieger, aufgestellt vor dem Sportplatz in Berlin-Köpenick (die Pose entspricht römischen Feldherrndarstellungen[102] bzw. Christian Daniel Rauchs Darstellung von Blücher).
- 1927: Büste von Friedrich Kraus in Berlin-Mitte
- 1910–1934: Fruchtbarkeits-Brunnen (Stier-Brunnen) in Prenzlauer Berg, Arnswalder Platz[103][104]
- ca. 1928: Anna Pawlowna, ein Reh fütternd[105]
- 1928: Bärenbrunnen in Berlin-Mitte, Werderscher Markt
- 1928: Läufergruppe auf dem Scholzplatz in Berlin-Westend, 1943 eingeschmolzen
- 1928: Ehrenmal zum Gedenken an die Toten Krupp-Arbeiter vom Karsamstag 1923 auf dem Südwestfriedhof Essen; nicht mehr erhalten
- ca. 1928: Amorbrunnen vor dem Annaheim des Deutschen Sportforums (verschollen)
- 1929: Säugende Bärin in Berlin-Zehlendorf, Rathaus / Finanzamt
- 1929–1930: Grabmal für Gustav Stresemann in Berlin-Kreuzberg, auf dem Luisenstädtischen Friedhof
- 1930: Büste Peter Cornelius, Mainz-Oberstadt
- 1930: Denkmal für Ernst Bassermann in Mannheim, am Eingang des oberen Luisenparks (nicht erhalten)
- 1930: Fassadenschmuck an einem Verwaltungsgebäude der Schicht-Werke in Aussig
- 1936: Allegorie der Arbeit, Villa Hügel in Essen, vorheriger Standort in der Ehrenhalle des Turmhauses der Krupp-Hauptverwaltung

## Ansicht weiterer Werke

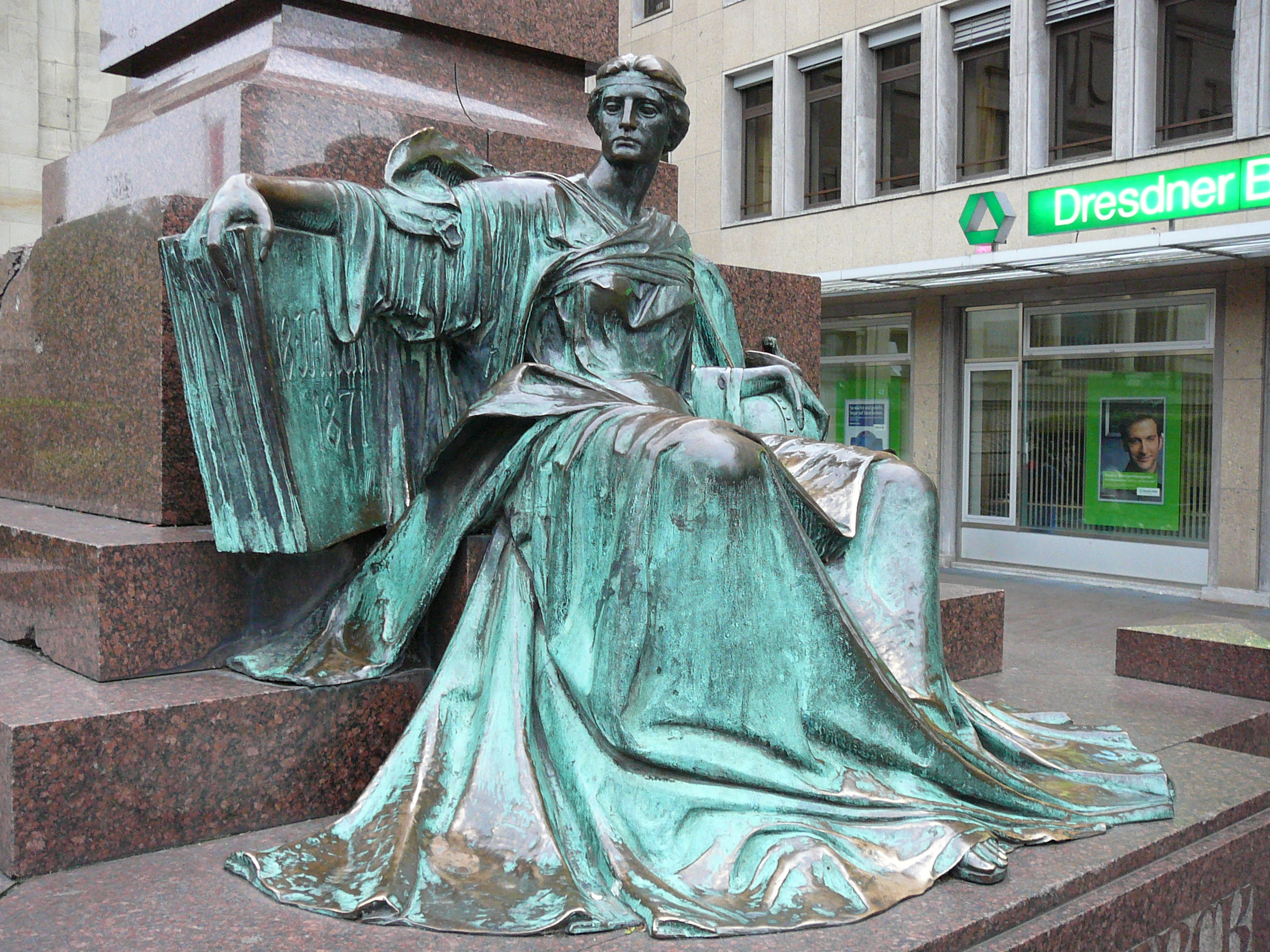
Clio zu Füßen Otto von Bismarcks, Geschwister-Scholl-Platz (Wuppertal)-Barmen, 1900
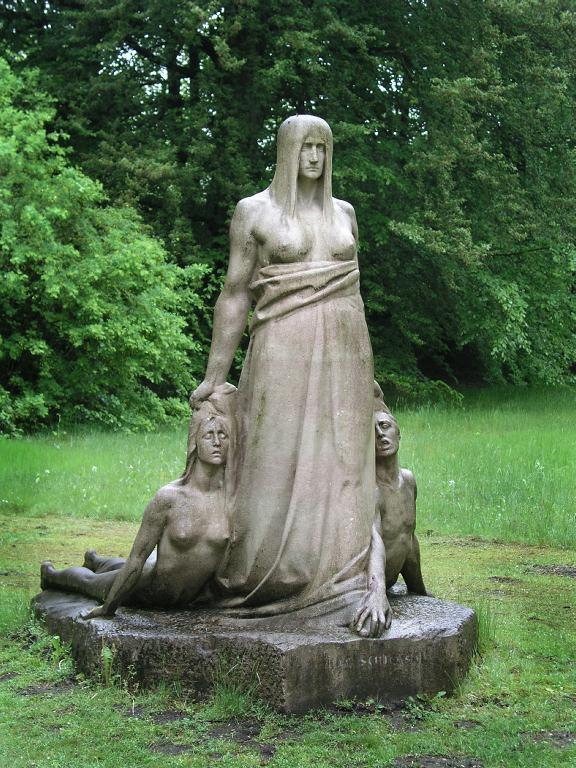
Das Schicksal, Friedhof Ohlsdorf, 1905
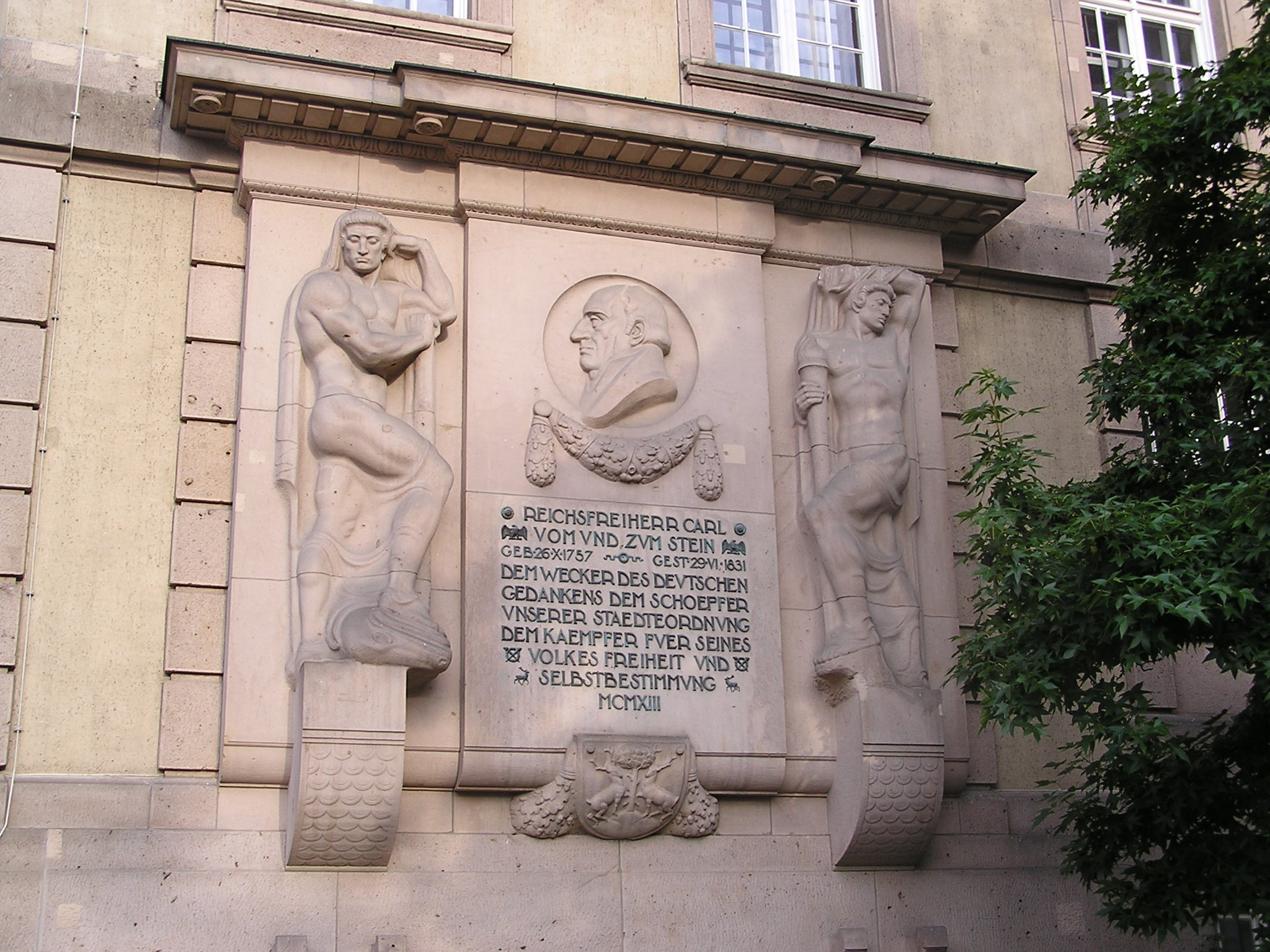
Berlin, Rathaus Schöneberg, Gedenkrelief für Karl Freiherr vom Stein, 1913
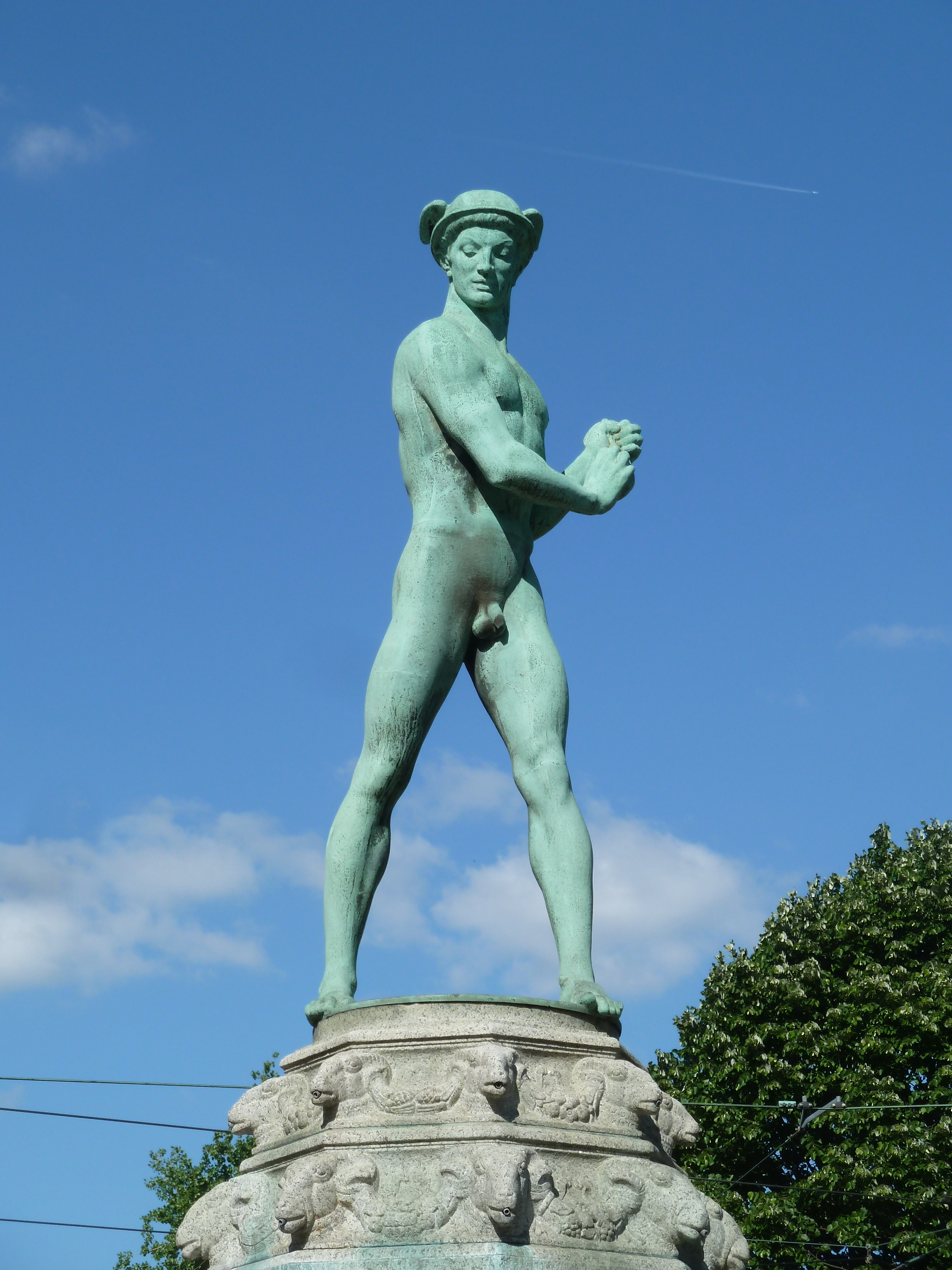
Merkur-Brunnen in Frankfurt am Main, 1916
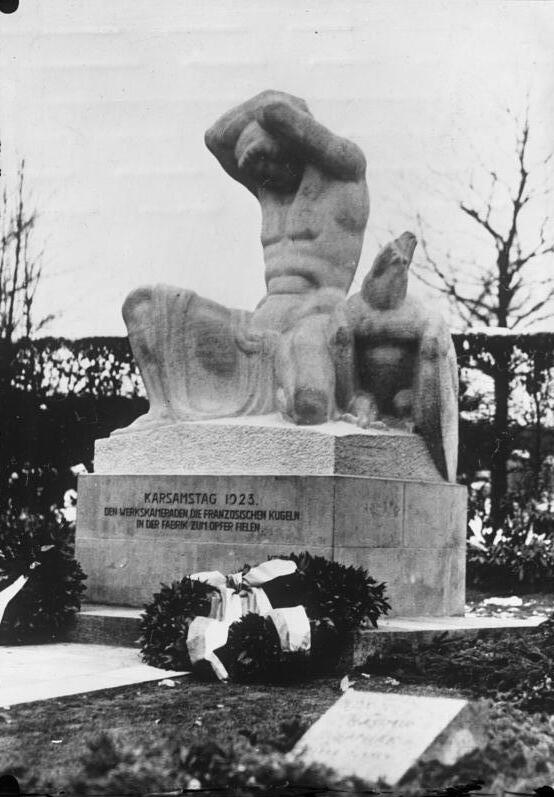
Ehrenmal für die getöteten Krupp-Arbeiter vom Karsamstag 1923 auf dem Südwestfriedhof Essen; nicht erhalten
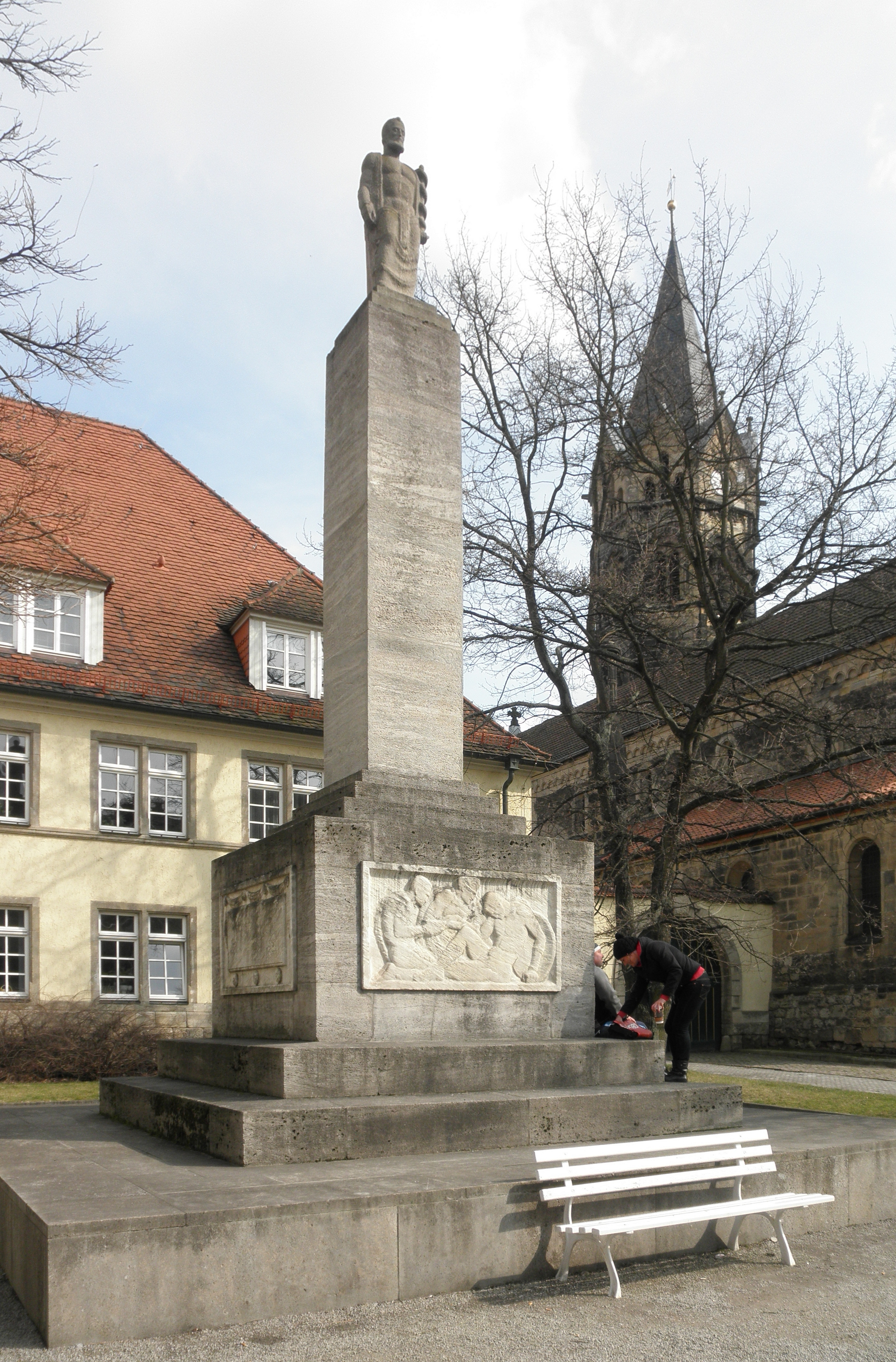
Ärztedenkmal in Eisenach für die im Ersten Weltkrieg gefallenen deutschen Ärzte (Bild von 2010), 1926
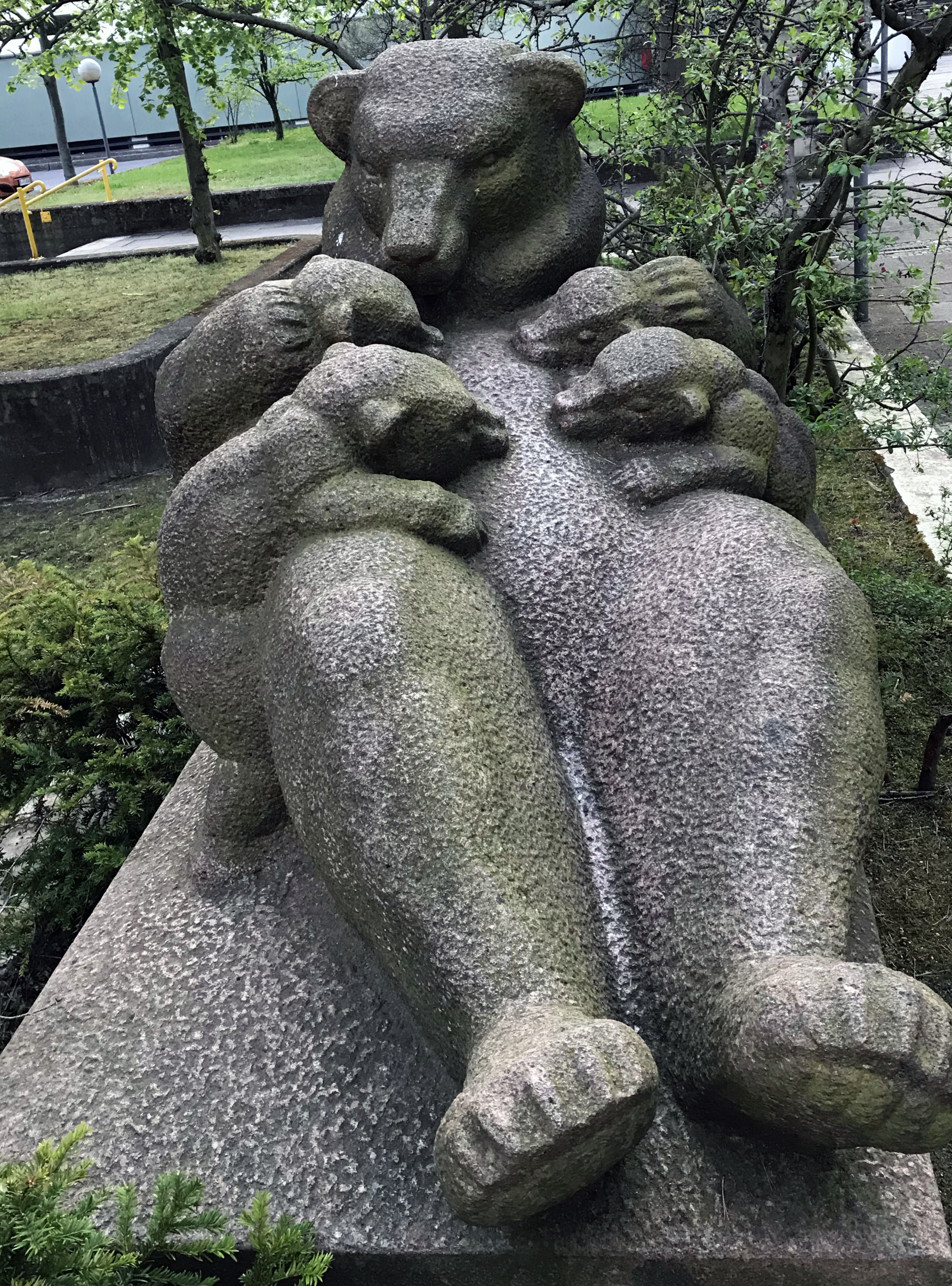
Bären, Martin-Buber-Straße 20, Berlin-Zehlendorf, 1928
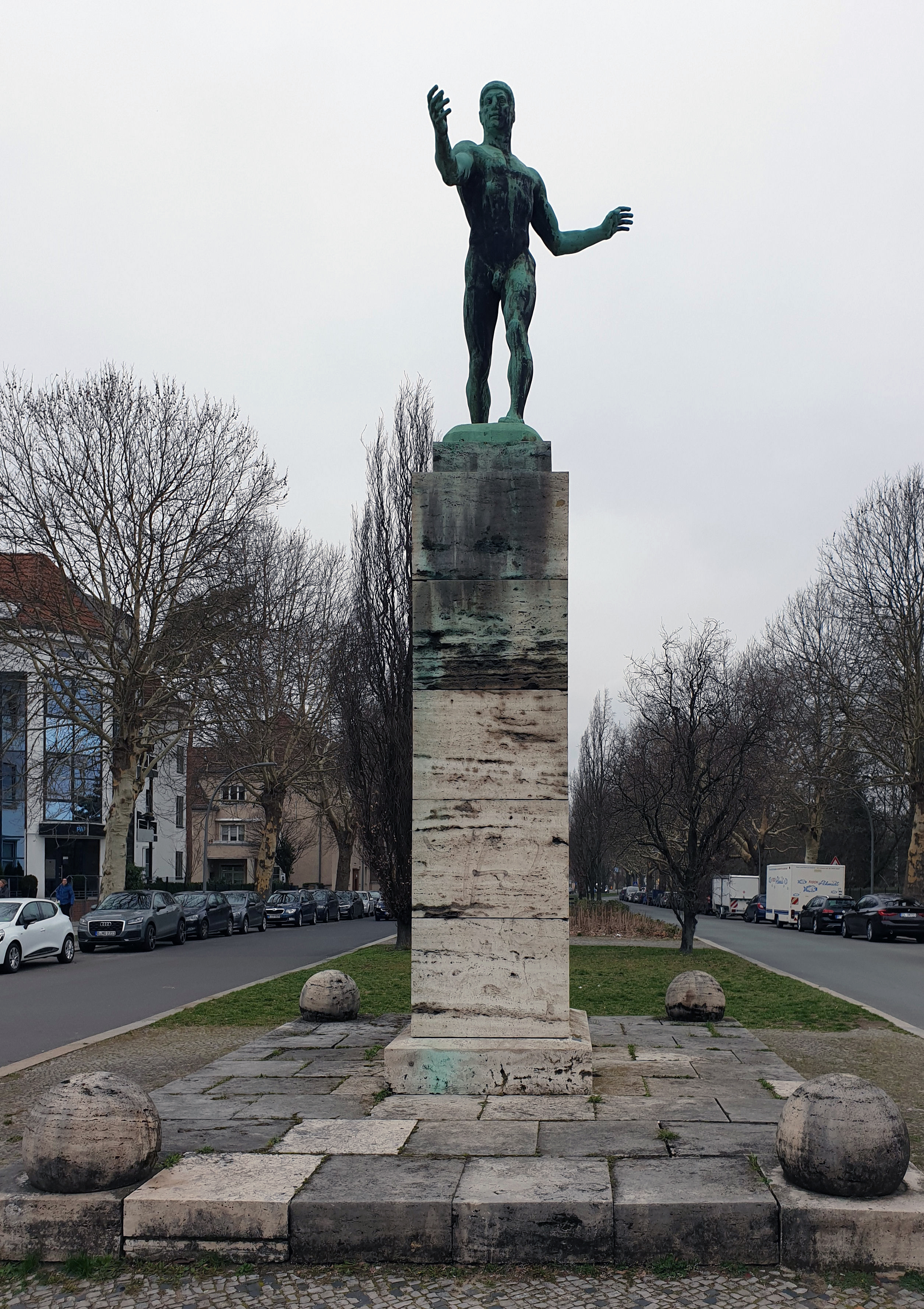
Ringer, 1929 Berlin-Westend

## Dauerausstellung
Eine Ausstellung einiger Entwürfe seiner Werke findet sich in der Südmährischen Galerie im Stadtmuseum Retz (Niederösterreich).